# 杰弗里·阿彻

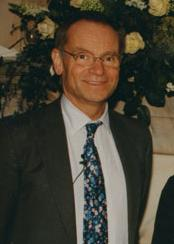
1998年的杰弗里·阿彻

杰弗里·霍华德·阿彻，濱海韋斯頓的阿徹男爵（英語：Jeffrey Howard Archer, Baron Archer of Weston-super-Mare，1940年4月15日—），英国政治家、作家。
杰弗里·阿彻出生于伦敦，曾在牛津大学就读，并代表牛津大学出战1962年的牛津剑桥赛艇对抗赛。1969年，阿彻代表保守党当选英国下议院议员。1985年被撒切尔夫人任命为保守党副主席，次年因招妓丑闻而被迫退休。1992年，阿彻被封为终身贵族濱海韋斯頓男爵，晉身上議院。
1987年，阿彻控告《每日星报》在报道其招妓丑闻时有不实报道，法庭判其获胜，并判决每日星报赔偿其50万英镑。1999年，当阿彻准备出马竞选伦敦城市长时，被其友特德·弗朗西斯告上法庭。弗朗西斯声称自己在阿彻的要求下，在1987年的审判中作了伪证，阿彻的前私人助理安琪拉·佩皮亞特（Angela Peppiatt）出示了一本阿彻的日记，证实了这一指控。阿彻随即退出了竞选，并在2000年被保守党开除五年。2001年，阿彻因伪证罪被判入狱四年，并被要求返还每日星报50万英镑，以及130万英镑的律师费和利息。
2003年，阿彻被假释出狱。次年，他又被赤道几内亚政府指控，称其是当年该国未遂政变的幕后指使。2006年2月，阿彻在一次访谈节目中宣布不会重返政坛，今后致力于写作，但他仍擔任上議院議員至今。

## 主要作品

### 该隐和亚伯三部曲
- 《凯恩与阿贝尔》Kane and Abel（該隱與亞伯，春天出版，出版日期：2016/02/04）
- 《豪华之女》 The Prodigal Daughter（世仇的女兒，春天出版，出版日期：2019/04/30）
- 《我们禀告总统吗》Shall We Tell the President?

### 哈利‧柯里夫頓紀事
- 《時間會證明一切》Only Time Will Tell（春天出版，出版日期：2017-08-31）
  - 《柯里夫頓紀事》Only Time Will Tell（春天出版，出版日期：2019-11-29，二版題名）
- 《父之罪》The Sins of the Father（春天出版，出版日期：2019-11-29）
- 《不能說的秘密》Best Kept Secret（春天出版，出版日期：2022-07-29）
- 《小心你許的願望》Be Careful What You Wish For（春天出版，出版日期：2024-08-23）
- 《Mightier Than the Sword》
- 《Cometh the Hour》
- 《This Was a Man》

### 威廉華威克警探
- 《威廉華威克警探 I：初生之犢》
- 《威廉華威克警探 lI：迷霧中的祕密》[1]

### 其他作品
- 《誰是首相》"First Among Equals"，包含作者本人在英國下議院國會議員生涯真實經歷的小說，後由英國獨立電視台ITV改編成影集"國會春秋"。
- 《一见钟情》
- 《专家证人》
- 《长话短说》 To Cut A Long Story Short